# César Rosales
César Rosales (Lima, 9 de novembro de 1970) é um ex-futebolista peruano que atuava como meia.

## Carreira
César Rosales integrou a Seleção Peruana de Futebol na Copa América de 1997.